# Rex Ramirez

Bischofswappen von Rex Cullingham Ramírez

Rex Cullingham Ramírez (* 15. Dezember 1967 in Balangiga, Eastern Samar, Philippinen) ist ein philippinischer Geistlicher und römisch-katholischer Bischof von Naval.

## Leben
Rex C. Ramirez studierte an der Ateneo de Manila University und empfing am 27. März 1995 das Sakrament der Priesterweihe für das Erzbistum Palo.
Nach der Priesterweihe war er für zwei Jahre als persönlicher Sekretär des Erzbischofs von Palo tätig und studierte anschließend bis 2007 in Rom am Päpstlichen Athenaeum Sant’Anselmo, wo er zunächst das Lizenziat erwarb und später zum Doktor der Theologie promoviert wurde. Nach der Rückkehr in die Heimat war er von 2007 an Professor und Spiritual an der Saint John the Evangelist School of Theology in Palo und ab 2013 Regens des dortigen Sacred Heart Seminary. Im Erzbistum war er für die Koordination des Laienapostolats verantwortlich, leitete die diözesane Liturgiekommission und gehörte dem Priesterrat an. Im Jahr 2014 wurde er zum Generalvikar des Erzbistums Palo ernannt.
Am 13. Oktober 2017 ernannte ihn Papst Franziskus zum Bischof von Naval. Der Erzbischof von Manila, Luis Antonio Kardinal Tagle, spendete ihm am 9. Januar des folgenden Jahres die Bischofsweihe. Mitkonsekratoren waren der Apostolische Nuntius auf den Philippinen, Erzbischof Gabriele Caccia, und der Erzbischof von Palo, John Du. Die Amtseinführung im Bistum Naval fand am 12. Januar 2018 statt.